# Tare (Rwanda)
Pour les articles homonymes, voir Tare.
Tare est une ville du Rwanda, située dans la Province du Nord, entre Rutongo et Byumba, à une altitude de 1 756 m.